# Brunnen am Rathausplatz

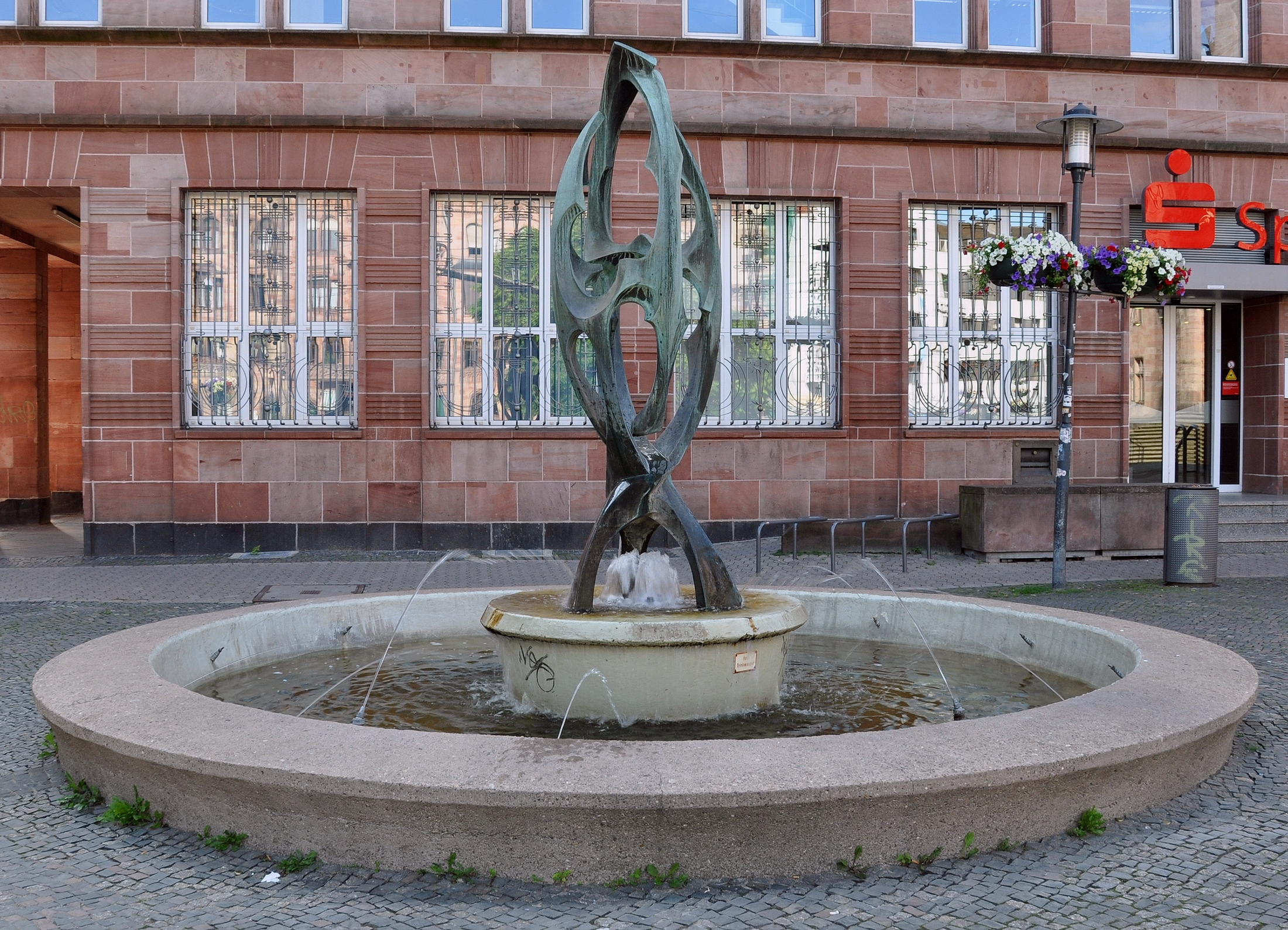
Brunnen auf dem Platz vor Rathaus, im Hintergrund das Verwaltungsgebäude der Sparkasse

Der Brunnen am Rathausplatz in Saarbrücken wurde Ende der 1950er Jahre geschaffen und steht unter Denkmalschutz.

## Geschichte
Der Brunnen wurde 1959/60 auf dem dreieckigen Platz vor dem Verwaltungsgebäude der Sparkasse erbaut. Gestiftet wurde er von der Saarbrücker Kreissparkasse anlässlich des 50-jährigen Stadtjubiläums. Dafür hatte die Sparkasse einen Wettbewerb ausgeschrieben. Diesen gewann ein Entwurf des Architekten Hans Ulrich und des Künstlers Max Mertz.

## Beschreibung

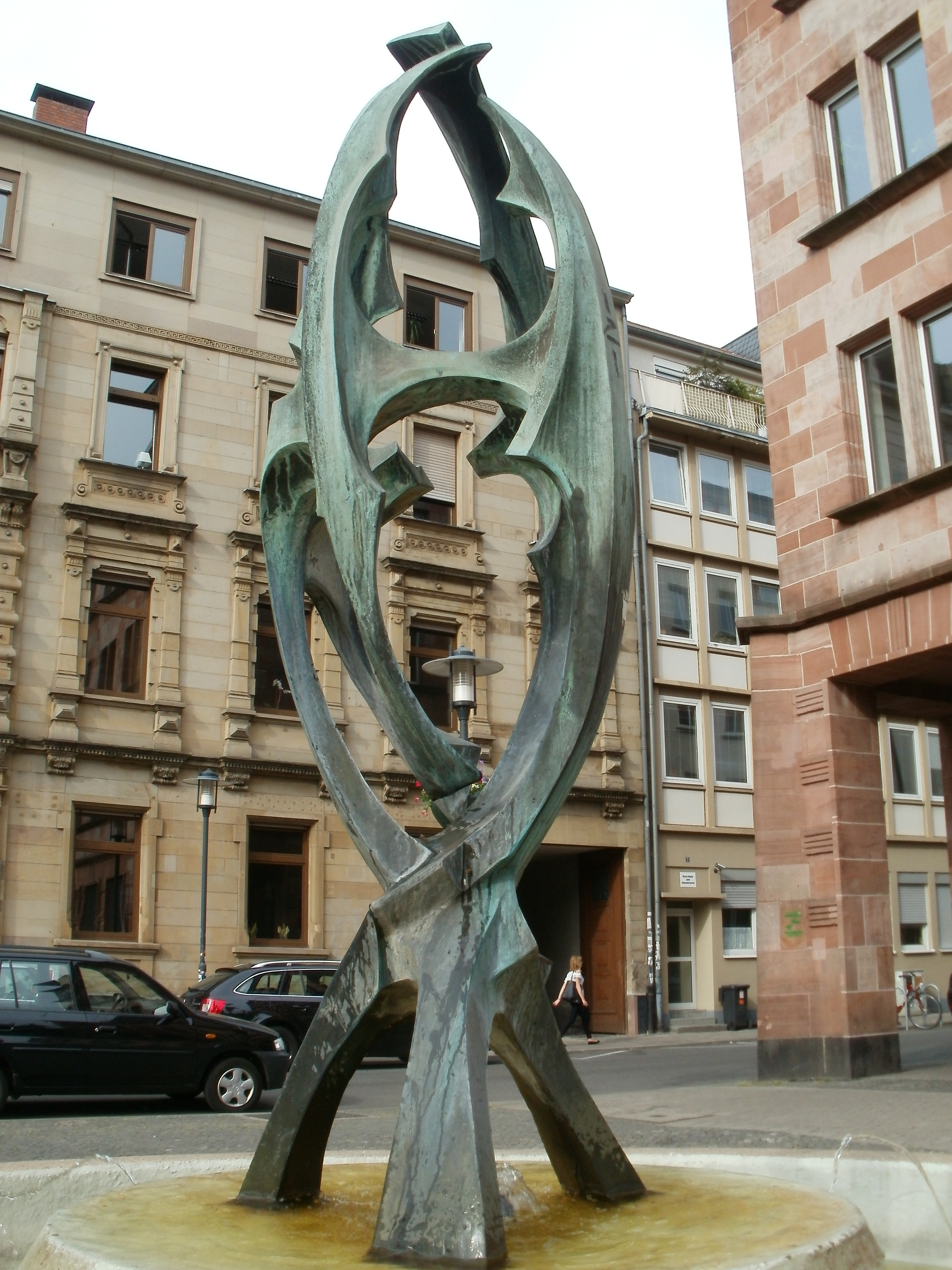
Bronzeplastik in der Brunnenmitte

Die kreisrunde Brunnenschale wurde aus Granit gefertigt. In ihrer Mitte erhebt sich auf einem runden Betonsockel die Bronzestatue „Aufsteigender Phönix“. Drei Pfeiler ragen aus der inneren Brunnenschale und vereinigen sich im unteren Viertel der Plastik. Von hier aus erheben sie sich knospenartig und sind im Inneren über flammende Verbindungsstege in der Art spätgotischer Maßwerke verbunden. Die flammend-gotisierende Form nimmt so in moderner Formensprache Bezug zu den Architekturformen des neospätgotischen Rathauses St. Johann von Georg von Hauberrisser. Die drei Arme stehen für die Vereinigung der drei Gründungsstädte St. Johann, Burbach-Malstatt und Saarbrücken im Jahr 1909. Gegossen wurde die Brunnenskulptur von der Malstatter Rot- und Gelbgießerei Martin Luck. Die von den Brunnenwänden schräg aufsteigenden Wasserstrahlen trafen sich ursprünglich im Zentrum der Mandorla, um dann ins innere Brunnenbecken zu fallen. Von hier ergossen sie sich in das große Becken, aus dem sich mittelgroße Quellsprudel-Fontänen erhoben, die nächtlich beleuchtet wurden. Die Wasserspiele waren längere Zeit außer Funktion und sprudeln heute nur noch schwach.